# Louis Heathcote
Louis Heathcote (ur. 3 lipca 1997 w Leicester) – angielski snookerzysta . Dzięki zwycięstwu w Q School w 2019 roku został profesjonalnym graczem World Snooker Tour.

## Kariera amatorska
Urodzony w Leicester Heathcote po raz pierwszy dał się poznać, gdy wziął udział w meczach kwalifikacyjnych dwóch wydarzeń Players Tour Championship w 2012 roku. W 2014 roku po raz pierwszy zagrał w Q School, aby zakwalifikować się do profesjonalnej trasy, ale podobnie jak w wydarzeniach PTC w 2012 roku, wygrał tylko jeden mecz w dwóch turniejach. W tym samym roku wziął udział także w kwalifikacjach do Ruhr Open 2014, ale tam również przegrał swój mecz otwarcia. Rok później odniósł swój pierwszy wielki sukces na Mistrzostwach Europy U-21, pokonując m.in. Lukasa Kleckersa, Briana Ciniego i Chrisa Tottena, przegrywając jedynie w finale z Darrylem Hillem.
Po ponownym udziale w Q School w 2015 r. i dotarciu do 1/32 finału Mistrzostw Świata Amatorów U21, wziął udział, w większości bez powodzenia, w kilku kwalifikacjach do wydarzeń PTC. Dotarł także do 1/32 finału Mistrzostw Europy U-21, w którym przegrał z Alexandrem Ursenbacherem. Dotarł także do 1/32 finału Mistrzostw Świata Amatorów U21.
W 2016 roku dotarł do ćwierćfinału swojej grupy podczas pierwszego turnieju Q School, przegrywając z Cao Yupengiem, po czym brał udział w licznych turniejach zawodowych w trakcie sezonu, ale zawsze przegrywał swoje mecze otwarcia. Po nieudanym udziale w Q School w 2017 roku zakwalifikował się do głównej drabinki zawodów Pro/Am Paul Hunter Classic i Gibraltar Open, ale przegrał z Joe Swailem i Yu Delu.
W 2018 roku dotarł do trzeciej rundy English Amateur Championship, a następnie wziął udział w trzech turniejach kwalifikacyjnych, a jego najlepszym wynikiem był ćwierćfinał w drugim z nich. Dało mu to kwalifikację do Challenge Tour 2018/19, w którym dwukrotnie dotarł do 1/8 finału. Dotarł także do półfinału rundy kwalifikacyjnej English Amateur Championship, w której przegrał z Zakiem Suretym.
W 2019 roku podjął kolejną próbę w Q School. Podczas gdy w pierwszym turnieju został pokonany w ćwierćfinale grupy przez Si Jiahui, pokonując m.in. Reanne Evans i Ng On Yee, w drugim turnieju pokonał Briana Ciniego, Floriana Nüßlego i Adityę Mehtę, a ostatecznie wygrał w finale 4-3, po tym jak przegrywał już 0-3 z Si Jiahui . . Dzięki temu Heathcote, który oprócz gry jako amator w snookera był również mistrzem Europy juniorów w 8-bilach, zakwalifikował się do sezonu 2019/20 i 2020/21 Snooker Main Tour.

## Kariera zawodowa
Kariera zawodowa Heathcote'a rozpoczęła się w 2019 r. od turnieju Riga Masters, gdzie szybko zakwalifikował się do głównej drabinki po zwycięstwie nad byłym zwycięzcą turnieju Ryanem Dayem, musiał jednak poddać swój mecz  po tym jak  odwółanoi loty z lotniska Londyn-Luton do Rygi na kilka godzin przed rozpoczęciem turnieju, Heathcote był jednym z wielu zawodników, którzy nie mogli rozegrać swojego meczu. W trakcie sezonu Heathcote dotarł do 1/8 finału, co odpowiadało pierwszej rundzie głównej w Rydze; jego najlepszym wynikiem była 1/8 finału English Open. Pod koniec sezonu zabrakło mu niewiele do rozegrania takiej rundy, mimo że w kwalifikacjach do Mistrzostw Świata w Snookerze pokonła Allistera Cartera, ale przegrał z Alanem McManusem w ostatniej rundzie kwalifikacyjnej. Gdyby wygrał mecz, awansowałby do pierwszej rundy 32-osobowych Mistrzostw Świata w Snookerze w Crucible Theatre. Pod koniec sezonu Heathcote zajmował 82. miejsce w światowym rankingu snookera 2019/20.  W drugim roku udało mu się wygrać tylko 2 mecze w pierwszych 6 turniejach sezonu. Punktem zwrotnym okazała się seria WST Pro. Wygrał 5 z 7 meczów grupowych, a dzięki zwycięstwu w bezpośrednim meczu z McManusem, awansował do drugiej fazy turnieju. Następnie dotarł do 1/32 finału German Masters, a w innym specjalnym formacie – Shoot Out z ograniczonymi czasowo grami po 1 frejmie – dotarł nawet do ćwierćfinału. Przegrał jednak dwa kolejne mecze otwarcia, przez co zabrakło mu punktów, które pozwoliłyby mu znaleźć się w czołowej 64-ce rankingu światowego i tym samym zapewnić sobie automatyczne miejsce w tourze. Po porażce 5-6 w drugiej rundzie mistrzostw świata, zakończył sezon na 66. miejscu. Jednakże najlepsze momenty sezonu pozwoliły mu znaleźć się w czołowej ósemce w rocznym rankingu graczy niezakwalifikowanych. Dało mu to prawo do rywalizacji w zawodach zawodowych przez kolejne dwa lata.
W sezonie 2021/22, oprócz wielu wczesnych porażek, na wyróżnienie zasługuje udział w 1/16 finału Northern Ireland Open i Gibraltar Open. Ostatecznie w kolejnym sezonie udało mu się poprawić ten wynik, docierając do 1/8 finału German Masters, jednak z powodu wielu wczesnych porażek, sezon zakończył na 77. miejscu. Tym razem uratował się wygrywając grupę w drugim turnieju Q-School i spędził kolejne dwa lata jako zawodowiec.

## Występy w turniejach w karierze
| Ranking                    |               | [ i ]         |               | 67            |               | 78            |               | 71            |               |               |               |               |               |               |
| Turnieje rankingowe        |               |               |               |               |               |               |               |               |               |               |               |               |               |               |
| Championship League        | nierankingowy | nierankingowy | nierankingowy | RR            | RR            | RR            | RR            | RR            |               |               |               |               |               |               |
| Xi'an Grand Prix           | nie rozegrano | nie rozegrano | nie rozegrano | nie rozegrano | nie rozegrano | nie rozegrano | nie rozegrano | LQ            |               |               |               |               |               |               |
| Saudi Arabia Masters       | nie rozegrano | nie rozegrano | nie rozegrano | nie rozegrano | nie rozegrano | nie rozegrano | nie rozegrano | 3R            |               |               |               |               |               |               |
| English Open               | A             | A             | 3R            | 1R            | LQ            | 1R            | 1R            | LQ            |               |               |               |               |               |               |
| British Open               | nie rozegrano | nie rozegrano | nie rozegrano | nie rozegrano | 2R            | LQ            | LQ            | LQ            |               |               |               |               |               |               |
| Wuhan Open                 | nie rozegrano | nie rozegrano | nie rozegrano | nie rozegrano | nie rozegrano | nie rozegrano | LQ            | 1R            |               |               |               |               |               |               |
| Northern Ireland Open      | A             | A             | 1R            | 2R            | 2R            | 1R            | LQ            | QF            |               |               |               |               |               |               |
| International Championship | LQ            | A             | 1R            | nie rozegrano | nie rozegrano | nie rozegrano | LQ            | LQ            |               |               |               |               |               |               |
| UK Championship            | A             | A             | 2R            | 1R            | 1R            | LQ            | LQ            | LQ            |               |               |               |               |               |               |
| Shoot Out                  | 1R            | A             | 1R            | QF            | 1R            | 2R            | 2R            | 2R            |               |               |               |               |               |               |
| Scottish Open              | A             | A             | 2R            | 2R            | LQ            | LQ            | LQ            | LQ            |               |               |               |               |               |               |
| German Masters             | A             | A             | LQ            | 1R            | LQ            | 2R            | 1R            | LQ            |               |               |               |               |               |               |
| Welsh Open                 | A             | A             | 2R            | 1R            | LQ            | 1R            | LQ            | LQ            |               |               |               |               |               |               |
| World Open                 | A             | A             | LQ            | nie rozegrano | nie rozegrano | nie rozegrano | 1R            | 2R            |               |               |               |               |               |               |
| World Grand Prix           | DNQ           | DNQ           | DNQ           | DNQ           | DNQ           | DNQ           | DNQ           | DNQ           |               |               |               |               |               |               |
| Players Championship       | DNQ           | DNQ           | DNQ           | DNQ           | DNQ           | DNQ           | DNQ           | DNQ           |               |               |               |               |               |               |
| Tour Championship          | nie rozegrano | nie rozegrano | DNQ           | DNQ           | DNQ           | DNQ           | DNQ           | DNQ           |               |               |               |               |               |               |
| World Championship         | A             | A             | LQ            | LQ            | LQ            | LQ            | LQ            | LQ            |               |               |               |               |               |               |
| Turnieje nierankingowe     |               |               |               |               |               |               |               |               |               |               |               |               |               |               |
| Championship League        | A             | A             | RR            | A             | A             | A             | A             | A             |               |               |               |               |               |               |
| Dawne turnieje rankingowe  |               |               |               |               |               |               |               |               |               |               |               |               |               |               |
| Indian Open                | LQ            | A             | nie rozegrano | nie rozegrano | nie rozegrano | nie rozegrano | nie rozegrano | nie rozegrano | nie rozegrano | nie rozegrano | nie rozegrano | nie rozegrano |               |               |
| Paul Hunter Classic        | LQ            | 1R            | NR            | nie rozegrano | nie rozegrano | nie rozegrano | nie rozegrano | nie rozegrano | nie rozegrano | nie rozegrano | nie rozegrano | nie rozegrano | nie rozegrano |               |
| Riga Masters               | LQ            | A             | WD            | nie rozegrano | nie rozegrano | nie rozegrano | nie rozegrano | nie rozegrano | nie rozegrano | nie rozegrano | nie rozegrano | nie rozegrano | nie rozegrano |               |
| China Championship         | NR            | A             | LQ            | nie rozegrano | nie rozegrano | nie rozegrano | nie rozegrano | nie rozegrano | nie rozegrano | nie rozegrano | nie rozegrano | nie rozegrano | nie rozegrano |               |
| WST Pro Series             | nie rozegrano | nie rozegrano | nie rozegrano | 2R            | nie rozegrano | nie rozegrano | nie rozegrano | nie rozegrano | nie rozegrano | nie rozegrano | nie rozegrano | nie rozegrano | nie rozegrano | nie rozegrano |
| Turkish Masters            | nie rozegrano | nie rozegrano | nie rozegrano | nie rozegrano | LQ            | nie rozegrano | nie rozegrano | nie rozegrano |               |               |               |               |               |               |
| Gibraltar Open             | LQ            | 1R            | 2R            | 1R            | 3R            | nie rozegrano | nie rozegrano | nie rozegrano |               |               |               |               |               |               |
| WST Classic                | nie rozegrano | nie rozegrano | nie rozegrano | nie rozegrano | nie rozegrano | 1R            | nie rozegrano | nie rozegrano |               |               |               |               |               |               |
| European Masters           | LQ            | A             | LQ            | 1R            | 1R            | LQ            | 1R            | NH            |               |               |               |               |               |               |
| Inne turnieje              |               |               |               |               |               |               |               |               |               |               |               |               |               |               |
| Six-red World Championship | A             | A             | A             | nie rozegrano | nie rozegrano | LQ            | nie rozegrano | nie rozegrano |               |               |               |               |               |               |

1. ↑  Był amatorem.

| Legenda tabeli wyników              | Legenda tabeli wyników       | Legenda tabeli wyników                     | Legenda tabeli wyników                                                              | Legenda tabeli wyników                     | Legenda tabeli wyników                     |
| ----------------------------------- | ---------------------------- | ------------------------------------------ | ----------------------------------------------------------------------------------- | ------------------------------------------ | ------------------------------------------ |
| LQ                                  | odpadnięcie w kwalifikacjach | #R                                         | odpadnięcie we wczesnej fazie turnieju (WR = runda dzikich kart, RR = faza grupowa) | QF                                         | przegrana w ćwierćfinale                   |
| SF                                  | przegrana w półfinale        | F                                          | przegrana w finale                                                                  | W                                          | zwycięstwo                                 |
| DNQ                                 | nie zakwalifikował/a się     | A                                          | nie brał/a udziału                                                                  | WD                                         | zrezygnował/a w trakcie turnieju           |
| Legenda oznaczeń w tabelach wyników |                              |                                            |                                                                                     |                                            |                                            |
| NH / Nie roz.                       | NH / Nie roz.                | Turniej nie odbył się.                     | Turniej nie odbył się.                                                              | Turniej nie odbył się.                     | Turniej nie odbył się.                     |
| NR / Nie-rank.                      | NR / Nie-rank.               | Turniej nie był zaliczany jako rankingowy. | Turniej nie był zaliczany jako rankingowy.                                          | Turniej nie był zaliczany jako rankingowy. | Turniej nie był zaliczany jako rankingowy. |
| R / Rank.                           | R / Rank.                    | Turniej był zaliczany jako rankingowy.     | Turniej był zaliczany jako rankingowy.                                              | Turniej był zaliczany jako rankingowy.     | Turniej był zaliczany jako rankingowy.     |
| MR / Minor-Rank.                    | MR / Minor-Rank.             | Turniej był zaliczany jako minor ranking.  | Turniej był zaliczany jako minor ranking.                                           | Turniej był zaliczany jako minor ranking.  | Turniej był zaliczany jako minor ranking.  |

## Finały w karierze

### Finały amatorskie: 1 (0-1)
| Rezultat  |    | Rok  | Turniej                                | Przeciwnik  | Wynik |
| --------- | -- | ---- | -------------------------------------- | ----------- | ----- |
| Finalista | 1. | 2015 | European Under-21 Snooker Championship | Darryl Hill | 3–6   |